# Flammenphotometrischer Detektor
Der Flammenphotometrische Detektor (FPD) ist ein Detektor für Phosphor- und Schwefelverbindungen, der überwiegend in Verbindung mit Gaschromatographen (GC) oder als Brandmelder eingesetzt wird.

## Messprinzip
Der FPD nutzt das bei der Verbrennung von Phosphor- und Schwefelverbindungen freiwerdende Licht bestimmter Wellenlängen. Die Verbrennung der Substanz geschieht wie beim Flammenionisationsdetektor in einer Knallgasflamme. Die so angeregten Schwefel- und Phosphor-Atome emittieren Licht mit charakteristischer Wellenlänge (394 nm für Schwefel bzw. 526 nm für Phosphor).

## Technische Verwendung

### Brandmelder
Der erste Flammenphotometrische Detektor (FPD) wurde in den 1950er Jahren von D. W. Grant entwickelt. Die selektive Messung geschieht mit einem entsprechenden Filter mit Hilfe eines Photomultipliers. Ein FPD ist sehr empfindlich und arbeitet selektiv. Das Prinzip gilt als bester Schwefeldetektor.

### GC-Detektor
In den 1960er Jahren wurde dann die Kopplung GC/FPD entwickelt. Die Detektion erfolgt bei der Verwendung als GC-Detektor ebenfalls mittels eines Photomultipliers mit vorgeschaltetem Filter. Die Nachweisgrenzen liegen für Phosphor im ppb-Bereich, für Schwefel unterhalb des ppm. Der Detektor hat für Schwefel einen nicht-linearen Response.
Mit dem FPD können mit entsprechenden Filtern auch Halogenkohlenwasserstoffe und zinnorganische Verbindungen detektiert werden. Eine Weiterentwicklung des FPD ist der PFPD (Pulsed Flame Photometric Detector).